# Bankra
Bankra è una suddivisione dell'India, classificata come census town, di 48.403 abitanti, situata nel distretto di Howrah, nello stato federato del Bengala Occidentale. In base al numero di abitanti la città rientra nella classe III (da 20.000 a 49.999 persone).

## Geografia fisica
La città è situata a 22° 37' 39 N e 88° 17' 53 E e ha un'altitudine di 7 m s.l.m..

## Società

### Evoluzione demografica
Al censimento del 2001 la popolazione di Bankra assommava a 48.403 persone, delle quali 25.319 maschi e 23.084 femmine. I bambini di età inferiore o uguale ai sei anni assommavano a 7.349, dei quali 3.695 maschi e 3.654 femmine. Infine, coloro che erano in grado di saper almeno leggere e scrivere erano 27.528, dei quali 15.399 maschi e 12.129 femmine.